# Por un Mundo Más Justo
Por un Mundo Más Justo (M+J) es un partido político español de ámbito nacional, creado en 2004, cuyo objetivo principal es, según sus estatutos, la erradicación de la pobreza y la lucha contra la desigualdad en el mundo. Promueve el cumplimiento decidido de los Objetivos de Desarrollo Sostenible, un incremento de la cantidad y calidad de la Ayuda Oficial al Desarrollo (AOD), el cierre de los Centros de Internamiento de Extranjeros (CIEs) y unas reglas justas en materia fiscal y comercial tanto a nivel nacional como internacional. Está inscrito en el Registro de Partidos Políticos del Ministerio de Interior de España desde el 8 de enero de 2004.

## Historia
El partido fue fundado en 2004 y desde entonces ha participado en elecciones nacionales, europeas, autonómicas y municipales.
En 2017, el partido inició la campaña SickOfWaiting para denunciar el incumplimiento de los compromisos de reubicación de personas refugiadas por parte de la mayoría de gobiernos europeos. Desde su creación, el movimiento cuenta con más de 18.000 apoyos de más de cien países.
Desde 2019, Por un Mundo Más Justo publica su contabilidad en tiempo real, así como las facturas y los documentos justificativos.
En 2020 puso en marcha el Modelo Matemático CovidModel.es que destacó por su capacidad para predecir la evolución de ocupación de UCIs y el número de fallecimientos por COVID.
Entre los años 2021 y 2023 puso en marcha la Iniciativa Legislativa Popular para la Regularización Extraordinaria para personas extranjeras en España, conocida como Esenciales.info que presentó, el 22 de diciembre de 2022, 612.000 firmas en la Junta Electoral Central, tal y como se recoge en Wikizens.com. Esta iniciativa fue presentada en el Congreso de los Diputados bajo el nombre de Augustin Ndour, militante de este partido y primer candidato a presidente del gobierno de origen africano. La Iniciativa ha sido apoyada por más de 900 organizaciones sociales de un amplio espectro ideológico. En 2023 ha iniciado el trámite parlamentario en el Congreso de los Diputados.
Para las elecciones generales de 2023, ha conseguido los avales necesarios para presentarse en 38 provincias y las ciudades autónomas de Ceuta y Melilla.

## Programa e ideología
El objetivo principal de M+J está establecido, según los medios oficiales del partido, en el primer artículo de la Declaración Universal de los Derechos Humanos: "Todos los seres humanos nacen libres e iguales en dignidad y derechos y, dotados como están de razón y conciencia, deben comportarse fraternalmente los unos con los otros". La ideología de la formación se basa en tres pilares: la erradicación de la extrema pobreza y de la degradación ambiental, la no discriminación hacia personas de diferentes nacionalidades y la búsqueda de acuerdos globales entre los gobiernos de los distintos países.

## Resultados electorales

### Elecciones generales
En las elecciones generales de abril de 2019, el partido concurrió en 41 provincias españolas. El candidato a la presidencia del Gobierno y cabeza de lista por Granada fue el español de origen senegalés Augustin Ndour, la primera persona de origen africano en ser candidata a la presidencia. El partido consiguió 21.711 votos en Congreso de los Diputados y 103.815 en el Senado.
En las elecciones generales de noviembre de 2019, Por un Mundo Más Justo concurrió en las 52 provincias españoles y su candidato a la presidencia fue el orensano Rafael Manuel Fernández Alonso.

##### Congreso de los Diputados
| Comicios         | Candidato                      | # de votos | % de votos | Diputados | Notas |
| ---------------- | ------------------------------ | ---------- | ---------- | --------- | --- |
| 2008             | Antonio Sieira Mucientes       | 23.318     | 0,09 %     | 0/350     | Se presentó en todas las 52 provincias. |
| 2011             | Ramiro Viñuales Ferreiro       | 27.210     | 0,11 %     | 0/350     | Se presentó en 35 provincias. |
| 2015             | Miguel Ángel Vázquez Martín    | 4.586      | 0,02 %     | 0/350     | Se presentó en 5 provincias. |
| 2019 (abril)     | Augustin Ndour                 | 21.863     | 0,08%      | 0/350     | Se presentó en 40 provincias. El español de origen senegalés Augustin Ndour fue la primera persona negra en ser candidata a la Presidencia del Gobierno. |
| 2019 (noviembre) | Rafael Manuel Fernández Alonso | 27.016     | 0,11%      | 0/350     | Se presentó en todas las 52 provincias. |
| 2023             | Raquel Torrejón Jaramillo      | 23.290     | 0,09%      | 0/350     | Se presentó en 48 provincias. |

#### Senado
| Comicios         | Candidato por Madrid              | # de votos | % de votos | Senadores | Notas                                                                                      |
| ---------------- | --------------------------------- | ---------- | ---------- | --------- | ------------------------------------------------------------------------------------------ |
| 2008             | Carlos De Miguel Ximénez de Embún | 59.717     | 0,23 %     | 0/206     | Se presentó en 52 provincias.                                                              |
| 2011             | Miguel Ángel Vázquez Martín       | 104.361    | 0,44 %     | 0/206     | Se presentó en 35 provincias.                                                              |
| 2015             | Mar Ruiz Baños                    | 56.781     | 0,24 %     | 0/206     | Se presentó en 5 provincias.                                                               |
| 2019 (abril)     | Jorge Serrano Paradinas           | 103.815    | 0,09 %     | 0/206     | Se presentó en 40 provincias para el Congreso de los Diputados y en la provincia de Gerona |
| 2019 (noviembre) | Alejandro Plans Beriso            | 68.655     | 0,11 %     | 0/206     | Se presentó en todas las provincias.                                                       |

### Elecciones autonómicas
Desde su fundación en 2004, el partido se ha presentado en las elecciones al Parlamento Vasco (2005, 2009 y 2012), al Parlament de Catalunya (2006, 2010 y 2017), al Parlamento de Galicia (2009, 2012, 2020, 2024) y en las Elecciones Autonómicas de 2007, 2011, 2015, 2019 y 2023.

### Elecciones municipales
El partido se ha presentado en las Elecciones Municipales de 2007, 2011, 2015 y 2019. En las elecciones municipales de 2015, participaron en algunas candidaturas ciudadanas de unidad popular, como Ahora Madrid o Barcelona en Comú. En las elecciones municipales de 2019 obtuvo un concejal en el municipio de Zarzuela, pero lo perdió en 2023.

### Elecciones al Parlamento Europeo
| Comicios | Candidato                  | # de votos | % de votos | Europarlamentarios | Notas                                            |
| -------- | -------------------------- | ---------- | ---------- | ------------------ | ------------------------------------------------ |
| 2004     | Antonio Sieira Mucientes   | 9.194      | 0,06 %     | 0/54               |                                                  |
| 2009     | Ramiro Viñuales Ferreiro   | 24.507     | 0,15 %     | 0/54               |                                                  |
| 2019     | Alejandro Plans Beriso     | 22.280     | 0,10 %     | 0/54               |                                                  |
| 2024     | Tomás José Guitarte Gimeno | 40.107     | 0,23 %     | 0/61               | Dentro de la coalición la España olvidada existe |

## Elecciones europeas 2024
Se presentan dentro de la coalición "La España olvidada EXISTE - Municipalistas - Mundo Justo", junto con Teruel Existe, Unión de Ciudadanos Independientes, Soria Ya, Cuenca Ahora, Aragón Existe, Centrats en Nules, Jaén Merece Más, Somos Cáceres, Unión Independiente de Mazarrón, Coalición de Centro Democrático y Ahora Decide. Su cabeza de lista es Tomás Guitarte.